# کرید ۳
کرید ۳ (انگلیسی: Creed III) فیلم درام ورزشی آمریکایی محصول سال ۲۰۲۳ به کارگردانی و بازی مایکل بی. جردن (در نخستین تجربهٔ کارگردانی) است که از فیلم‌نامه‌ای به نویسندگی کینان کوگلر و زک بیلین ساخته شد. این فیلم دنبالهٔ کرید ۲ (۲۰۱۸)، سومین قسمت در مجموعهٔ کرید و به‌طور کلی نهمین فیلم در مجموعهٔ سینمایی راکی به‌شمار می‌رود. دیگر بازیگران شامل تسا تامپسون، جاناتان میجرز، وود هریس، فلوریان مونتئانو، و فیلیسیا رشاد می‌شود. این نخستین فیلم این مجموعه است که سیلوستر استالونه در نقش راکی بالبوآ در آن حضور ندارد، به رغم آنکه او در کنار کارگردان کرید (۲۰۱۵) یعنی رایان کوگلر، هنوز یکی از تهیه‌کنندگان فیلم می‌باشد. 
سومین فیلم کرید به‌طور رسمی در سپتامبر ۲۰۱۹ اعلام شد و در اکتبر ۲۰۲۰، جردن برای کارگردانی و ایفای نقش مجدد استخدام شد. میجرز و سایر بازیگران بین نوامبر ۲۰۲۱ و سپتامبر ۲۰۲۲ به این پروژه پیوستند و تأیید شد که استالونه برای بازی انتخاب نشده‌است. تصویربرداری اصلی از اواخر ژانویهٔ ۲۰۲۲ تا آوریل در جورجیا، تمپا، فلوریدا، و لس آنجلس، کالیفرنیا صورت گرفت. این نخستین فیلمی است که به‌وسیلهٔ مترو گلدوین مایر تحت مالکیت آمازون توزیع شده‌است، که توزیع کننده قبلی، یونایتد آرتیستس، در روز اکران فیلم به دلیل شکست مالی فیلم‌های فصل جوایز ۲۰۲۲ متوقف شد.
کرید ۳ نخستین نمایش جهانی خود را در ۹ فوریهٔ ۲۰۲۳ در مکزیکوسیتی داشت و در ۳ مارس به‌وسیلهٔ مترو گلدوین مایر در ایالات متحده و برادران وارنر پیکچرز به‌صورت بین‌المللی منتشر شد. در حال حاضر این فیلم بیش از ۲۷۳ میلیون دلار فروش داشته‌است و نقدهای عموماً مثبتی از طرف منتقدان دریافت کرده‌است.

## داستان
پنج سال پس از واقیع کرید ۲، و تسلط بر دنیای بوکس، آدونیس کرید در زندگی حرفه‌ای و هم در زندگی خانوادگی خود پر رونق بوده‌است. هنگامی که یک دوست دوران کودکی و اعجوبه سابق بوکس، دام اندرسون، پس از گذراندن یک دوره محکومیت طولانی در زندان دوباره برمی‌گردد می‌شود، او مشتاق است ثابت کند که سزاوار قهرمانی رینگ بوکس است. رویارویی بین دوستان سابق چیزی بیش از یک دعوا است. برای تسویه حساب، دانی باید آینده خود را در خط مقدم مبارزه با دام قرار دهد - مبارزی که چیزی برای از دست دادن ندارد.

## بازیگران
- مایکل بی. جردن در نقش آدونیس کرید
- جاناتان میجرز در نقش دام اندرسون
- تسا تامپسون در نقش بیانکا تیلور
- وود هریس در نقش تونی
- فلورین مونتینو در نقش ویکتور دراگو
- فیلیسیا رشاد در نقش مری آن کرید

## تولید

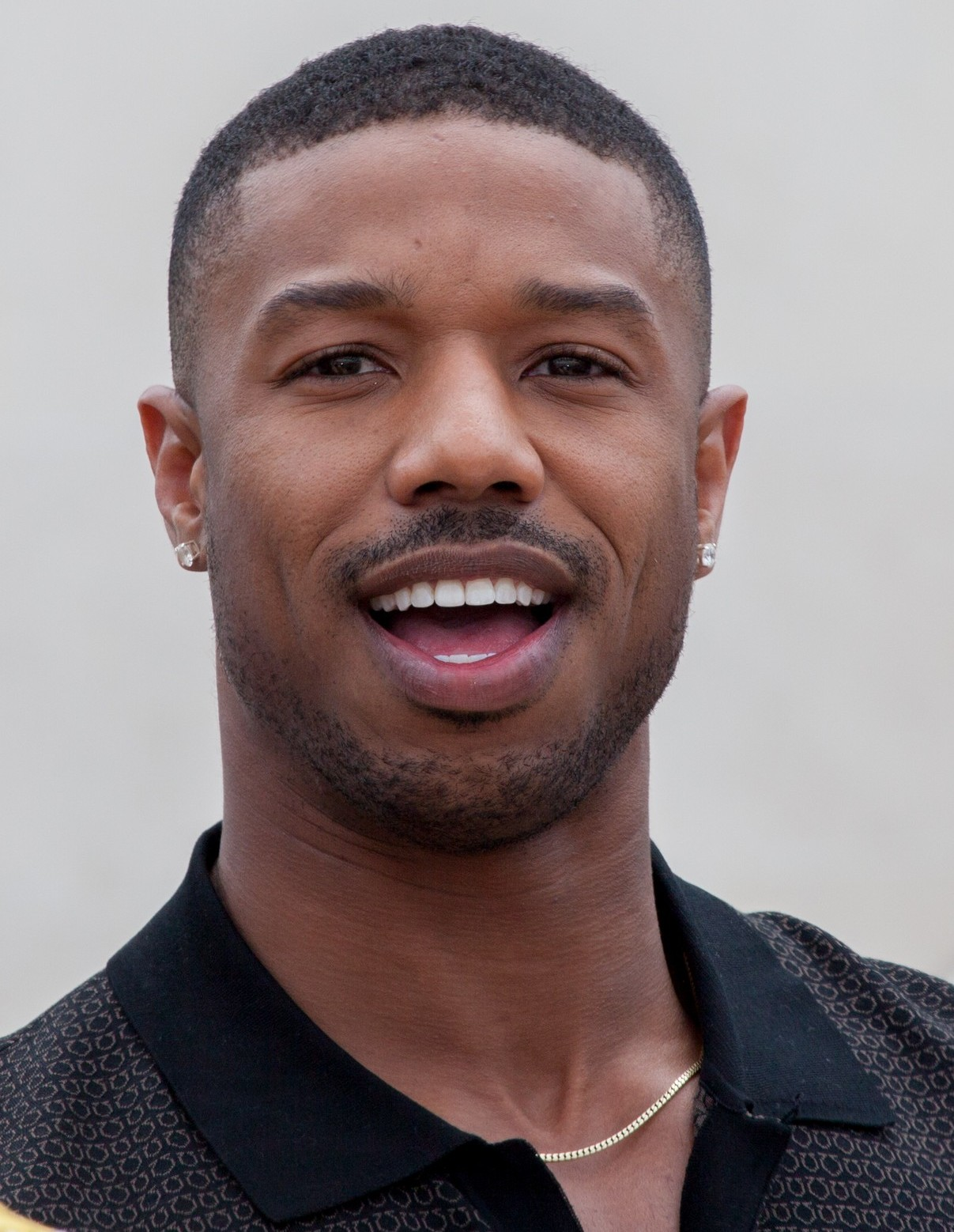
مایکل بی. جردن در فیلم سینمایی کرید ۳

### پیش‌تولید
در فوریه ۲۰۲۰، زک بایلین به عنوان فیلمنامه‌نویس معرفی شد، و مایکل بی. جردن تأیید شد که نقش خود را در نقش آدونیس کرید بازی کند. در اکتبر ۲۰۲۰، گزارش شد که جردن علاوه بر تکرار نقش آدونیس کرید، کرید ۳ را نیز کارگردانی خواهد کرد که اولین کارگردانی او بود. تهیه‌کنندگان ابراز علاقه کردند که جردن به عنوان کارگردان کار کند، و ایروین وینکلر اظهار داشت که او شخصاً این موقعیت را به بازیگر پیشنهاد داده‌است. در آوریل ۲۰۲۱، سیلوستر استالونه اعلام کرد که در نقش راکی بالبوآ در این فیلم ظاهر نخواهد شد. در ژوئن ۲۰۲۱، جاناتان میجرز برای به تصویر کشیدن دشمن آدونیس وارد گفتگو شد. در نوامبر ۲۰۲۱، رسماً تأیید شد که میجرز در این فیلم ظاهر خواهد شد.

### فیلمبرداری
تصویربرداری اصلی در اواخر ژانویه ۲۰۲۲ آغاز شد. فیلمبرداری در ۶ آوریل ۲۰۲۲ به پایان رسید.

## انتشار
کرید ۳ در تاریخ ۹ فوریه ۲۰۲۳ در مکزیکو سیتی اکران شد. قرار است در ۳ مارس در ایالات متحده اکران شود. این فیلم در ابتدا قرار بود در ۲۳ نوامبر ۲۰۲۲ توسط یونایتد آرتیستس در ایالات متحده اکران شود. ایالات، و برادران کارنر در سطح بین‌المللی، اما در ۲۸ ژوئیه، به ۳ مارس ۲۰۲۳ به تعویق افتاد.

## بازخورد

### گیشه
پیش‌بینی می‌شد در ایالات متحده و کانادا، کرید ۳ در آخر هفته افتتاحیه خود از ۴۰۰۷ سالن سینما که در اختیار دارد ۳۸ تا ۴۰ میلیون دلار بفروشد. این فیلم در روز اول اکران ۲۲ میلیون دلار به دست آورد که شامل ۵ میلیون دلار از پیش نمایش‌های چهارشنبه و پنجشنبه شب (بهترین مجموع سه‌گانه) بود که برآوردها را به ۵۰ میلیون دلار افزایش داد. آخر هفته در مجموع ۵۸ میلیون دلار بود که در صدر باکس آفیس قرار گرفت و بهترین آخر هفته افتتاحیه یک فیلم ورزشی را رقم زد.

### منتقدان
در وبگاه جمع‌آوری نقد راتن تومیتوز، ٪۸۷ از ۲۳۳ بررسی منتقدان مثبت است و میانگینِ امتیاز آن ۷٫۱/۱۰ است. اجماع این وبگاه چنین می‌نویسد: «فرنچایز کرید که سرانجام از سایه نمادین راکی بالبوآ خارج شده‌است، به لطف کارگردانی دقیق مایکل بی. جردن و چرخش‌های ظریف توسط جاناتان میجرز، دوباره جایگاه قهرمانی خود را حفظ می‌کند.» این فیلم در متاکریتیک که از میانگین وزنی استفاده می‌کند، بر اساس نظر ۵۸ منتقدین امتیاز ۷۴ از ۱۰۰ را کسب کرده که نشان‌گر «نقدهای عموماً مطلوب» است. تماشاگرانی که توسط سینماسکور مورد بررسی قرار گرفتند به فیلم نمره متوسط "A–" در مقیاس A+ تا F دادند، در حالی که آنهایی که توسط پست‌ترک شرکت کردند ۹۲٪ نمره مثبت به آن دادند و ۸۰٪ گفتند که قطعاً دیدن این فیلم را توصیه می‌کنند.

## دنباله
در ۲ فوریه ۲۰۲۳، مایکل بی. جردن تأیید کرد که چهارمین فیلم کرید «مطمئناً» در حال تولید است و اسپین‌آف‌هایی نیز در نظر گرفته شده‌است.